# Aeria (Album)
Aeria ist das zweite Studioalbum der deutschen Popsängerin Oonagh.

## Entstehung und Artwork
Alle Stücke des Albums wurden von externen, oft wechselnden, Komponisten verfasst; wobei Hannes Braun, Lukas Hainer, Hartmut Krech und Mark Nissen an den meisten Stücken mitwirkten. Produziert wurden die Lieder überwiegend von Thorsten Brötzmann, Hartmut Krech und Mark Nissen. Das Album wurde unter den Musiklabels Electrola und We Love Music veröffentlicht und durch Universal Music Publishing vertrieben. Auf dem Cover des Albums ist – neben Künstlernamen und Liedtitel – Oonagh, in einem langen roten Kleid, auf einem Floß stehend zu sehen. Das Coverbild wurde in Mexiko geschossen.

## Veröffentlichung und Promotion
Die Erstveröffentlichung von Aeria erfolgte am 13. März 2015 in Deutschland, Österreich und der Schweiz. Das Album besteht aus 13 neuen Studioaufnahmen. Am 13. November 2015 folgte die Veröffentlichung einer Deluxe-Version des Albums mit dem Titel Sartoranta – Fan Edition. Diese ist um vier Bonus-Tracks erweitert, unter anderem zwei gemeinsame Duette mit der irischen Band Celtic Woman.
Um das Album zu bewerben, folgten unter anderem Liveauftritte mit dem Titel Ananau – Wo die Höhen zum Himmel reichen beim ZDF-Fernsehgarten on Tour, sowie in den Primetime-Shows Willkommen bei Carmen Nebel, Die Besten im Frühling und der Helene Fischer Show.

## Inhalt
Alle Liedtexte sind in Deutsch, Elbisch und Quechua verfasst. In einem Interview gab Delliponti an, dass alle Texte erst in deutscher Sprache verfasst und einzelne Abschnitte im Nachhinein übersetzt wurden. Bei den Titeln Tinta – Von der Liebe und Meldir vilui nîn bediente man sich an alten traditionellen Stücken. Musikalisch bewegen sich die Lieder im Bereich der Pop-, Folk-, Mittelalter- und Weltmusik, sowie des Ethno und New Age. Zentrale Themen sind der Zusammenhalt von Erde, Mensch und Natur, sowie der tiefe Wunsch nach Liebe, Frieden und gegenseitigem Respekt. Gesungen werden alle Lieder von Oonagh, im Hintergrund sind die Stimmen von Billy King, Velile Mchunu und Alexandra Prince zu hören. Beim Stück So still mein Herz wird sie von Santiano und Oomph! unterstützt. Bei den Stücken Tír na nÓg und Christmas Secrets wird sie von Celtic Woman begleitet. Als Instrumentalisten sind Thorsten Brötzmann am Keyboard, Sandro Friedrich an den Flöten und Jörn Heilbut an der Gitarre zu hören.
Oonagh selbst beschrieb Aeria mit folgenden Worten: „Der Unterschied zum ersten Album: Auf dem ersten Album habe ich versucht, die südafrikanischen Rhythmen mit meinen Songs zu verbinden, und die Rhythmen nehme ich jetzt zwar mit auf mein zweites Album, aber es geht auf einen ganz anderen Kontinent. Es geht nach Südamerika, und diese Klänge habe ich jetzt diesmal versucht mit meinen Liedern verschmelzen zu lassen, da etwas Neues daraus zu machen. … Für mich symbolisieren Indianer so eine Weisheit und Spirituelles und ich finde sie einfach unglaublich inspirierend und ich glaube, das hat mich auch gereizt, so eine Musik zu machen.“
| #  | Titel                                      | Autor(en)                                                                                | Produzent(en)                  | Länge |
| -- | ------------------------------------------ | ---------------------------------------------------------------------------------------- | ------------------------------ | ----- |
| 1  | Ananau – Wo die Höhen zum Himmel reichen   | Emilio Huamán, Javier Yupanki, Nadia Yupanki                                             | Thorsten Brötzmann, Roman Lüth | 3:15  |
| 2  | Silmaril – Schöner als die Sterne          | Lukas Hainer, Hartmut Krech, Peter Müssig, Mark Nissen                                   | Hartmut Krech, Mark Nissen     | 3:26  |
| 3  | Eccaia – Von der Flut                      | Hannes Braun, Lukas Hainer, Hartmut Krech, Mark Nissen, Dave Roth                        | Hartmut Krech, Mark Nissen     | 3:30  |
| 4  | Tinúviël – Bis die Stille zerbricht        | Lukas Hainer, Hartmut Krech, Christoph Leis-Bendorff, Peter Müssig, Mark Nissen          | Ingo Politz                    | 4:11  |
| 5  | So still mein Herz (mit Santiano & Oomph!) | Hannes Braun, Lukas Hainer, Hartmut Krech, Mark Nissen                                   | Hartmut Krech, Mark Nissen     | 4:20  |
| 6  | Lied der Zeit                              | Hannes Braun, Hartmut Krech, Mark Nissen, Jovanka von Wilsdorf                           | Hartmut Krech, Mark Nissen     | 3:47  |
| 7  | Tinta – Von der Liebe                      | Rüdiger Maul, Niel Florian Mitra, Elisabeth Pawelke, Fiona Rüggeberg, Oliver Pade, Trad. | Ingo Politz                    | 3:55  |
| 8  | Ainulindalë – Der Lauf der Welten          | Hannes Braun, Lukas Hainer, Hartmut Krech, Mark Nissen                                   | Thorsten Brötzmann             | 4:12  |
| 9  | Yalúme – Der Ort wo alles beginnt          | Mark Bender, Thorsten Brötzmann, Ivo Moring                                              | Thorsten Brötzmann, Ivo Moring | 3:27  |
| 10 | Sie singt für die, die sie nicht hören     | Björn Both, Hannes Braun, Hartmut Krech, Mark Nissen                                     | Hartmut Krech, Mark Nissen     | 4:04  |
| 11 | Aeria – Vom Wind                           | Hannes Braun, Lukas Hainer, Hartmut Krech, Mark Nissen                                   | Hartmut Krech, Mark Nissen     | 4:19  |
| 12 | Feanor – Herr des Lichts                   | Hannes Braun, Lukas Hainer, Hartmut Krech, Mark Nissen                                   | Thorsten Brötzmann             | 3:59  |
| 13 | Meldir vilui nîn                           | Trad.                                                                                    | Thorsten Brötzmann, Ivo Moring | 3:04  |
|    | Sartoranta – Fan Edition                   |                                                                                          |                                |       |
| 14 | Tír na nÓg (mit Celtic Woman)              | Hannes Braun, Lukas Hainer, Hartmut Krech, Mark Nissen                                   | Hartmut Krech, Mark Nissen     | 3:09  |
| 15 | Leuchte im Dunkeln                         |                                                                                          |                                | 4:05  |
| 16 | Yavië – Der Winter naht                    |                                                                                          |                                | 3:34  |
| 17 | Christmas Secrets (mit Celtic Woman)       |                                                                                          |                                | 3:36  |

## Singleauskopplungen
Eine offizielle Singleauskopplung aus dem Album fand bis heute noch nicht statt. Es wurde lediglich drei Musikvideos zu den Liedern Silmaril – Schöner als die Sterne, Tinúviël – Bis die Stille zerbricht und Ananau – Wo die Höhen zum Himmel reichen veröffentlicht. Wie das Coverbild entstanden alle Videos Mitte Februar in Mexiko.

## Oonagh Tour 2015
Diese Liste beinhaltet alle Konzerte in chronologischer Reihenfolge, die bei der Oonagh Tour 2015 gespielt wurden. Die Konzertreihe führte sie zwischen dem 15. April und 1. Mai 2015 durch 13 deutsche Städte. Nachdem Oonagh ein Jahr zuvor im Vorprogramm von Santiano auf deren Mit den Gezeiten Tour 2014 gespielt hatte, war dies ihre erste Solotournee. Bei den Konzerten in Pahlen, Hamburg und Berlin wurde Oonagh von Björn Both, einem Mitglied von Santiano, unterstützt.
Eigentlich sollte die Tour bereits im Herbst 2014 stattfinden, musste jedoch kurzfristig abgesagt werden, weil die Produktion der Tournee und das aufwendige Bühnenbild mehr Zeit in Anspruch nahm als im Vorfeld angenommen.
| Datum          | Stadt                | Veranstaltungsort       | Land        |
| -------------- | -------------------- | ----------------------- | ----------- |
| 15. April 2015 | Pahlen               | Eiderland Halle         | Deutschland |
| 16. April 2015 | Hamburg              | Congress Center Hamburg | Deutschland |
| 18. April 2015 | Göttingen            | Stadthalle              | Deutschland |
| 19. April 2015 | Erlangen             | Heinrich-Lades-Halle    | Deutschland |
| 20. April 2015 | Berlin               | Admiralspalast          | Deutschland |
| 21. April 2015 | Hannover             | Theater am Aegi         | Deutschland |
| 22. April 2015 | Bremen               | Die Glocke              | Deutschland |
| 24. April 2015 | Erfurt               | Alte Oper               | Deutschland |
| 25. April 2015 | Riesa                | Stadthalle Riesa        | Deutschland |
| 26. April 2015 | Magdeburg            | Stadthalle Magdeburg    | Deutschland |
| 28. April 2015 | Bielefeld            | Rudolf-Oetker-Halle     | Deutschland |
| 30. April 2015 | Freiburg im Breisgau | Paulussaal              | Deutschland |
| 1. Mai 2015    | Reutlingen           | Stadthalle Reutlingen   | Deutschland |

## Mitwirkende
| - Mark Bender: Autor - Björn Both: Autor - Hannes Braun: Autor - Thorsten Brötzmann: Autor, Keyboard, Musikproduzent - Sandro Friedrich: Flöte - Lukas Hainer: Autor - Jörn Heilbut: Gitarre - Emilio Huamán: Autor - Billy King: Hintergrundgesang - Hartmut Krech: Komponist, Musikproduzent - Christoph Leis-Bendorff: Autor - Roman Lüth: Musikproduzent - Rüdiger Maul: Autor - Velile Mchunu: Hintergrundgesang - Niel Florian Mitra: Autor - Ivo Moring: Autor, Musikproduzent | - Peter Müssig: Autor - Mark Nissen: Autor, Musikproduzent - Oonagh: Gesang - Oliver Pade: Autor - Elisabeth Pawelke: Autor - Ingo Politz: Musikproduzent - Alexandra Prince: Hintergrundgesang - Dave Roth: Autor - Fiona Rüggeberg: Autor - Jovanka von Wilsdorf: Autor - Javier Yupanki: Autor - Nadia Yupanki: Autor - Electrola: Musiklabel - Universal Music Publishing: Vertrieb - We Love Music: Musiklabel |

## Rezensionen
schlagerplanet.com bewertete das Album wie folgt: „Als moderne Variante der anspruchsvollen Programmmusik kann die Musik von Oonagh bezeichnet werden. Die Lieder der Sängerin strahlen eine Größe und eine Weite aus. Dabei zeigt sie mit ihrer kraftvollen Stimme eine unglaubliche Präsenz und schafft es dabei doch auch die leisen Töne gefühlvoll zu treffen. Und mit jeder Phase, mit jedem Ton eines Liedes entsteht beim Zuhörer ein Bild vor dem inneren Auge. Jeder Zeit könnte ein Zwerg um die Ecke kommen und die Stimme von Senta-Sofia Delliponti nimmt uns mit in eine fabelhafte Elfenwelt. Jetzt bringt Oonagh mit Aeria eine neue Platte zum Träumen auf den Markt.“
laut.de bewertete das Album eher negativ und stellte unter anderem folgendes fest: „Aeria stellt sich musikalisch leider als nicht satisfaktionsfähig heraus. Die ganze Platte schreit den Hörer plakativ an: ‚Ich wäre gern so richtig cool ›Herr der Ringe‹ / ›Game of Thrones‹, möchte aber auch die Fans von Schni-Schna-Schnappi, Kaufhausindianermucke, Helene Fischer und provinziellem Ethnoschleim ins Boot holen!“ […] „Sogar die elbische Sprache bekommt ein unverdientes Schandmal aufgebrannt. Gefangen im üblen Overacting typischer Castingshow-Krähen, bei denen es höchstens zur niedersten aller musikalischer Kunstformen reicht – dem zeitgenössischen Musical – hat das nichtssagende Stimmlein der ehemaligen ‚Tanz der Vampire‘-Aktrice wenig Gutes und gar kein Charisma zu bieten.“

## Chartplatzierungen
Aeria erreichte in Deutschland Position zwei der Albumcharts und konnte sich insgesamt drei Wochen in den Top 10 halten. In Österreich erreichte das Album in elf Chartwochen Position 15 der Charts. In der Schweiz erreichte das Album in fünf Chartwochen Position 41 der Charts. Obwohl es das Album nicht auf Position eins schaffte, war es für einen Zeitraum von einer Woche das erfolgreichste deutschsprachige Album in den deutschen Albumcharts. 2015 platzierte sich Aeria in den deutschen Album-Jahrescharts auf Position 38.
Für Oonagh ist dies der zweite Charterfolg in Deutschland, Österreich und der Schweiz. In Deutschland ist es nach Oonagh der zweite Top-10-Erfolg in den Album-Charts. Bis heute konnte sich in Deutschland und Österreich kein Album von Oonagh höher in den Charts platzieren.
| ChartsChartplatzierungen | Höchstplatzierung | Wochen |
| ------------------------ | ----------------- | ------ |
| Deutschland (GfK)        | 2 (51 Wo.)        | 51     |
| Österreich (Ö3)          | 15 (11 Wo.)       | 11     |
| Schweiz (IFPI)           | 41 (5 Wo.)        | 5      |

| ChartsJahrescharts (2015) | Platzierung |
| ------------------------- | ----------- |
| Deutschland (GfK)         | 38          |